# Araneus lanio
Araneus lanio là một loài nhện trong họ Araneidae.
Loài này thuộc chi Araneus. Araneus lanio được Herbert Walter Levi miêu tả năm 1991.